# 陆军杰出服役勋章 (美国)
陆军傑出服役勳章（英語：Distinguished Service Medal），是可授予美國陸軍軍人的第三高級勳章，該勳章相當於海軍傑出服役勳章和空軍傑出服役勳章。
陆军傑出服役勳章於1919年創立，授予重要任務中有傑出表現，而且在平日表現優異的陸軍軍人。此外，陆军傑出服役勳章是授予無參與戰鬥行動的軍人，國防部和其他軍種機構的最高等級勳章。陆军傑出服役勳章亦可在戰時頒贈給美軍軍人，但是只限於部分特殊情況，且需得到總統的親自批准。

## 樣式
- 陆军傑出服役勳章以金色爲基底，直徑爲1.5英寸。中心是一隻美國的國鳥白頭海雕，兩隻爪子分別抓着[橄欖和箭束。中央的白頭海雕被藍色琺琅圓環環繞。勳章主體為圓形，上面寫上“FOR DISTINGUISHED SERVICE MCMXVIII”。

- 勳章的背面刻有授勳人的姓名和圖案。

### 綬帶
- 綬帶寬1.375英寸，上面印有以下顏色條紋（從左到右）：

1. 血色67111（0.3125英寸）
2. 群青藍色67118（0.0625英寸）
3. 白色67101（0.625英寸）
4. 群青藍色67118（0.0625英寸）
5. 血色67111（0.3125英寸）

- 多次被授予陆军傑出服役勳章會以銅質橡葉表示。[2]

## 授予條件
傑出服務獎章頒發給在美軍工作，且在在重大責任或任務中表現傑出顯著的軍人。在非戰爭時期，要求中的“偉大的責任和義務”比在戰爭時期較難達到，也較難有顯著成績。因此，戰爭時獲得傑出服務獎章的人數遠多於非戰爭時期。

## 受勳者
- 第一次世界大戰中第一批獲傑出服務獎章得盟軍指揮官：

### 法國
1. 費迪南·福煦（Ferdinand Foch），元帥
2. 約瑟夫·霞飛（Joseph Joffre），元帥
3. 菲利普·貝當（Philippe Petain），元帥
4. 埃米爾·法約勒（Émile Fayolle），元帥

### 加拿大
1. 威廉·柯里 爵士（Sir Arthur Currie），將軍

### 澳大利亚
1. 約翰·莫納什爵士（Sir John Monash），將軍

### 英國
1. 道格拉斯·黑格，第一代黑格伯爵（Douglas Haig, 1st Earl Haig），陸軍元帥

### 意大利
1. 阿曼多·迪亞茲（Armando Diaz），將軍

### 比利時
1. Cyriaque Gillain，將軍

### 美國
1. 約翰·約瑟夫·潘興（John Joseph Pershing），將軍
2. 威廉·威斯特摩蘭（William Childs Westmoreland），上將

### 塞爾維亞
1. Živojin Mišić，陸軍元帥

### 中華民國
1. 蔣中正，特級上將

- 第一次世界大戰期間，美國頒發了超過2,000次傑出服役獎章。美國加入第二次世界大戰後頒發了約2,800次傑出服役獎章。[3]